# Santa RM
Christian Jesús Morales Rosas (Nogales, Sonora, México; 20 de julio de 1989), más conocido por su nombre artístico Santa RM (antes Caballero MC), es un rapero y compositor mexicano.
Ganó reconocimiento en la escena del rap en el 2012 con su canción del 2008 "Me Gustas", que estuvo en los primeros lugares de MySpace, la cual en un vídeo no oficial llegó a los 100 millones de vistas, actualmente el vídeo oficial cuenta con más de 13 millones de visitas en YouTube. Hoy en día es uno de los raperos más influyentes en México y Latinoamérica.
Ha realizado varias giras por México y en países como: España, Colombia, Argentina, Perú y Ecuador.
Ha colaborado con los artistas españoles Santaflow, Norykko, Porta y Emanero, los raperos mexicanos MC Davo, C-Kan, MC Aese y el comediante y músico Franco Escamilla entre otros.

## Carrera musical
A los 13 años, y algo influido por artistas de rap, como 362 rapaz y OMW se intereso por el rap.
Un año más tarde formó el grupo "GMC" con sus dos amigos (Mitchell y Gérman). Comenzaron a escribir canciones y grabarlas en una grabadora de casete, la primera canción que grabaron se llamó "A mis rivales".
En 2004 decidió comenzar su carrera como solista y grabar bajo el nombre de Caballero MC. Tiempo después en el 2007, decide cambiar su nombre por Santa RM y comenzar a subir sus canciones a MySpace y YouTube.
En 2011 fue el más votado ganador del concurso Energy Versus por un cheque de 1500€ euros para viajar a Barcelona y grabar su maqueta en Lebuque Studios con Soma. También fue elegido como mejor rapero por Porta.

### Mala Ortografia(2012)
El 21 de mayo de 2012 sorprendió a sus fans, lanzando a la venta de manera profesional su primer álbum de estudio "Mala Ortografia" editado por el sello JJ Entertainment. El álbum fue grabado en Barcelona con el apoyo de Porta y tuvo colaboraciones como "Norykko", "Smoky" "T-Killa" y el rapero español Porta.

### La Cara B(2014)
El 15 de julio de 2014 lanzó mundialmente La Cara B, su segundo álbum de estudio en conjunto con el artista Kryz,
 a través del sello discográfico JJ Entertainment con la distribución de Empire. El nombre del álbum se refiere al lugar del rap en la industria musical en México, un género tabú, que las grandes discográficas no apuestan por él.
https://www.produccionespremiere.com Archivado el 10 de noviembre de 2021 en Wayback Machine.www.produccionespremiere.com (enlace roto disponible en Internet Archive; véase el historial, la primera versión y la última).

### México en la mira yListo para lo que venga(2015–16)
El 15 de diciembre de 2015 encabezó el festival "México en la Mira" en Guadalajara organizado por JJ. El 2 de julio de 2016 publicó "Listo para lo que venga", su segundo álbum de estudio lanzado por JJ Entertainment. El álbum cuenta con 18 canciones y tiene participaciones de los artistas Melódico, Illuminatik, Danger, Porta, Soma, Emanero, MC Davo, Aczino entre otros.o en total. Además cuenta con el remix de su clásico "Los Más Buscados" con Miausone, Buffon, Cryptic Wisdom, Isusko, Emanero, Aczino, SBRV, Soru, Hom, Abram, Nanpa Básico, Tkilla, Lebrom, Danger, Porta, Dj Akrylik y Dj Xino.

## Influencias
Su música abarca subgéneros tales como el gangsta rap, hardcore hip hop, political rap, poético, rap conciencia y algunas veces incursionando en otros estilos musicales.
Además de estos, ha nombrado a varios MC's que han influido en su estilo de rapeo y composición de sus canciones. Entre estos se encuentran: Santaflow, Nach, Kase O, Eptos Uno, H Muda, Iluminatik, T Killa, Danger, Syla, ToteKing, Juaninacka, Suko, Los Aldeanos, Arma Blanca, ZPU, Falsa Alarma, Piezas, Ricardo Arjona, Alta Escuela, SBR, SFDK, Eminem, Shinoflow, Mägo de Oz, Linkin Park y The Notorious Big.

## Discografía

### Álbumes de estudio
- Mala Ortografia (2012)
- La Cara B (con Kryz, 2014)
- Listo para lo que venga (2016)
- Bajo Zero (2009)
- Sesiones Perdidas (2019)
- Amor en tiempos de odio (2008)

Videografía
- "Dame Una Hora" (con C-Kan, Norykko, Kryz) (2014).
- "Click Clack" (con Ill Máscaras) (2017).
- "Mis Demonios" (con MC Davo) (2018).

## Premios y nominaciones
Ritmo Urbano
| Año  | Premio       | Categoría   | Obra                    | Resultado | Ref.   |
| ---- | ------------ | ----------- | ----------------------- | --------- | ------ |
| 2016 | Ritmo Urbano | Mejor disco | Listo para lo que venga | Ganador   | [ 22 ] |